# Yū Aida
Yū Aida (相田 裕?), nacido el 11 de agosto de 1977, es un mangaka, autor de Gunslinger Girl (ガヌスリンガ•ガール), su mayor éxito, que dispone también de una serie de TV de 13 episodios, y en el cual ha trabajado tanto en el dibujo, como en la historia.

## Trabajos de Yu Aida
- Gunslinger Girl